# Mitsubishi UFJ Financial Group
Mitsubishi UFJ Financial Group, Inc. — найбільший японський банківський холдинг та фінансова компанія, утворена у 2005 році шляхом злиття двох провідних банків Японії Tokyo Mitsubishi та UFJ. Входить у Mitsubishi Group. Банк обслуговує як приватних так і корпоративних клієнтів, операції з цінними паперами та ін. Має представництва у понад 40 країнах світу. Кількість приватних рахунків сягає 40 млн а корпоративними клієнтами є понад 0,5 млн юридичних осіб. Загальні активи Mitsubishi UFJ, станом на кінець 2013 року, сягали 230 трильонів єн. Входить в перелік найбільших банків у світі.